# خورخي أرويو (رباع)
خورخي أرويو هو رباع إكوادوري، ولد في 23 سبتمبر 1991 في غواياكيل في الإكوادور.

## وصلات خارجية
- خورخي أرويو على موقع أوليمبيديا (الإنجليزية)